# Androlyperus maculatus
Androlyperus maculatus is een keversoort uit de familie bladkevers (Chrysomelidae). De wetenschappelijke naam van de soort werd in 1883 gepubliceerd door John Lawrence LeConte.